# Maoshan Shuiku
Maoshan Shuiku (kinesiska: 茅山水库) är en reservoar i Kina. Den ligger i provinsen Jiangsu, i den östra delen av landet, omkring 52 kilometer sydost om provinshuvudstaden Nanjing. Maoshan Shuiku ligger 26 meter över havet. Arean är 2,8 kvadratkilometer. Trakten runt Maoshan Shuiku består till största delen av jordbruksmark. Den sträcker sig 3,3 kilometer i nord-sydlig riktning, och 2,4 kilometer i öst-västlig riktning.
Genomsnittlig årsnederbörd är 1 331 millimeter. Den regnigaste månaden är juli, med i genomsnitt 251 mm nederbörd, och den torraste är december, med 37 mm nederbörd.